# Rastaman Vibration
Rastaman Vibration — студийный альбом ямайской рэгги-группы Bob Marley & The Wailers, вышедший в 1976 году. В отличие от предыдущих работ Боба Марли, на Rastaman Vibration большую роль начинают играть синтезаторы и, в некоторой степени, гитарные проигрыши.
Альбом пользовался большим успехом в США, дойдя до 8-й позиции в Billboard Top LPs & Tape. «Roots, Rock, Reggae» — единственный сингл Марли, когда-либо попадавший в Billboard Hot 100.
RIAA присвоила альбому золотой статус в 1996 году. В 2002 году вышло расширенное издание альбома, второй диск которого содержит концерт 26 мая 1976 года в Roxy Theatre, Уэст-Голливуд, изданный в 2003 году более полной версией под названием Live at the Roxy.

## Авторство песен
Несмотря на то, что в примечаниях к альбому указано большое количество авторов, все песни написаны Бобом Марли. Марли был вовлечён в спор со своей бывшей издательской компанией Cayman music и, с целью обойти контрактные ограничения и оказания финансовой помощи своим родным и близким друзьям, указал их авторами.
Винсент Форд, друг детства Марли, значился как автор «No Woman, No Cry» с альбома Natty Dread, а также «Crazy Baldheads», «Positive Vibration» и «Roots Rock Reggae» с альбома Positive Vibration. Вдовой Марли, Ритой, и его бывшим менеджером Дэнни Симсом был составлен иск, в котором они предъявили авторские права на вышеуказанные песни, утверждая, что фактическим автором песен является Марли. Решением суда иск был удовлетворён.

## Список композиций

### Оригинальное издание
Сторона «А»
1. «Positive Vibration» (Винсент Форд) — 3:33
2. «Roots, Rock, Reggae» (Винсент Форд) — 3:38
3. «Johnny Was» (Рита Марли) — 3:48
4. «Cry to Me» (Рита Марли) — 2:36
5. «Want More» (Эштон Барретт) — 4:15

Сторона «Б»
1. «Crazy Baldhead» (Рита Марли, Винсент Форд) — 3:11
2. «Who the Cap Fit» (Эштон Барретт, Карлтон Барретт) — 4:43
3. «Night Shift» (Боб Марли) — 3:11
4. «War» (Аллен Коул, Карлтон Барретт) — 3:36
5. «Rat Race» (Рита Марли) — 2:49

CD-издание содержит дополнительный трек «Jah Live».

### Deluxe Edition
| Диск 1 Album Remastered 1. «Positive Vibration» — 3:33 2. «Roots, Rock, Reggae» — 3:38 3. «Johnny Was» — 3:48 4. «Cry to Me» — 2:36 5. «Want More» — 4:15 6. «Crazy Baldhead» — 3:11 7. «Who the Cap Fit» — 4:43 8. «Night Shift» — 3:11 9. «War» — 3:36 Additional Tracks 1. «Rat Race» — 2:49 2. «Jah Live» (Original Mix) — 4:17 3. «Concrete» (B-side of Single) — 4:24 4. «Roots, Rock, Reggae» (Unreleased Single Mix) — 3:38 5. «Roots, Rock, Dub» (Unreleased Single Dub Mix) — 3:38 6. «Want More» (Unreleased Alternate Album Mix) — 5:10 7. «Crazy Baldhead» (Unreleased Alternate Album Mix) — 3:08 8. «War» (Unreleased Alternate Album Mix) — 4:03 9. «Johnny Was» (Unreleased Alternate Album Mix) — 3:41 | Диск 2 Live at the Roxy, Hollywood, California, May 26, 1976 1. «Introduction» — 0:38 2. «Trenchtown Rock» — 4:56 3. «Burnin’ & Lootin’» — 4:54 4. «Them Belly Full (But We Hungry)» — 4:13 5. «Rebel Music (3 O’Clock Roadblock)» — 6:08 6. «I Shot the Sheriff» — 6:34 7. «Want More» — 7:02 8. «No Woman, No Cry (Live)» — 5:19 9. «Lively Up Yourself» — 5:44 10. «Roots, Rock, Reggae» — 5:32 11. «Rat Race» — 7:53 Smile Jamaica Sessions 1. «Smile Jamaica, Part One» — 3:19 2. «Smile Jamaica, Part Two» — 3:10 |

## Участники записи
- Боб Марли — ритм-гитара, вокал
- Эштон Барретт[англ.] — бас-гитара, перкуссия
- Карлтон Барретт[англ.] — ударные, перкуссия
- Тайрон Дауни[англ.] — клавишные, бас-гитара, перкуссия, бэк-вокал
- Элвин Паттерсон[англ.] — перкуссия
- Эрл Смит[англ.] — бас-гитара, ритм-гитара, перкуссия
- I Threes — бэк-вокал
- Дональд Кинси — соло-гитара
- Эл Андерсон[англ.] — соло-гитара (в «Crazy Baldhead»)

## Позиции в хит-парадах
Годовые чарты:
| Год  | Хит-парад                          | Позиция |
| ---- | ---------------------------------- | ------- |
| 1976 | США (Billboard Top Popular Albums) | 82      |